# Anonyx birulai
Anonyx birulai is een vlokreeftensoort uit de familie van de Uristidae. De wetenschappelijke naam van de soort is voor het eerst geldig gepubliceerd in 1962 door Gurjanova.